# Patrick Bach
Patrick Bach (* 30. března 1968 Hamburk) je německý herec a hlasový herec. Bach je známý jako hlavní hrdina seriálu Jack Holborn. Vybrali si ho náhodou, když ho viděli hrát fotbal. Je ženatý, má dvě děti a v současnosti[kdy?] žije se svou rodinou v Hamburku. V německém znění daboval Samvěda Křepelku ve filmové trilogii Pána prstenů.